# Figurine (beeldje)

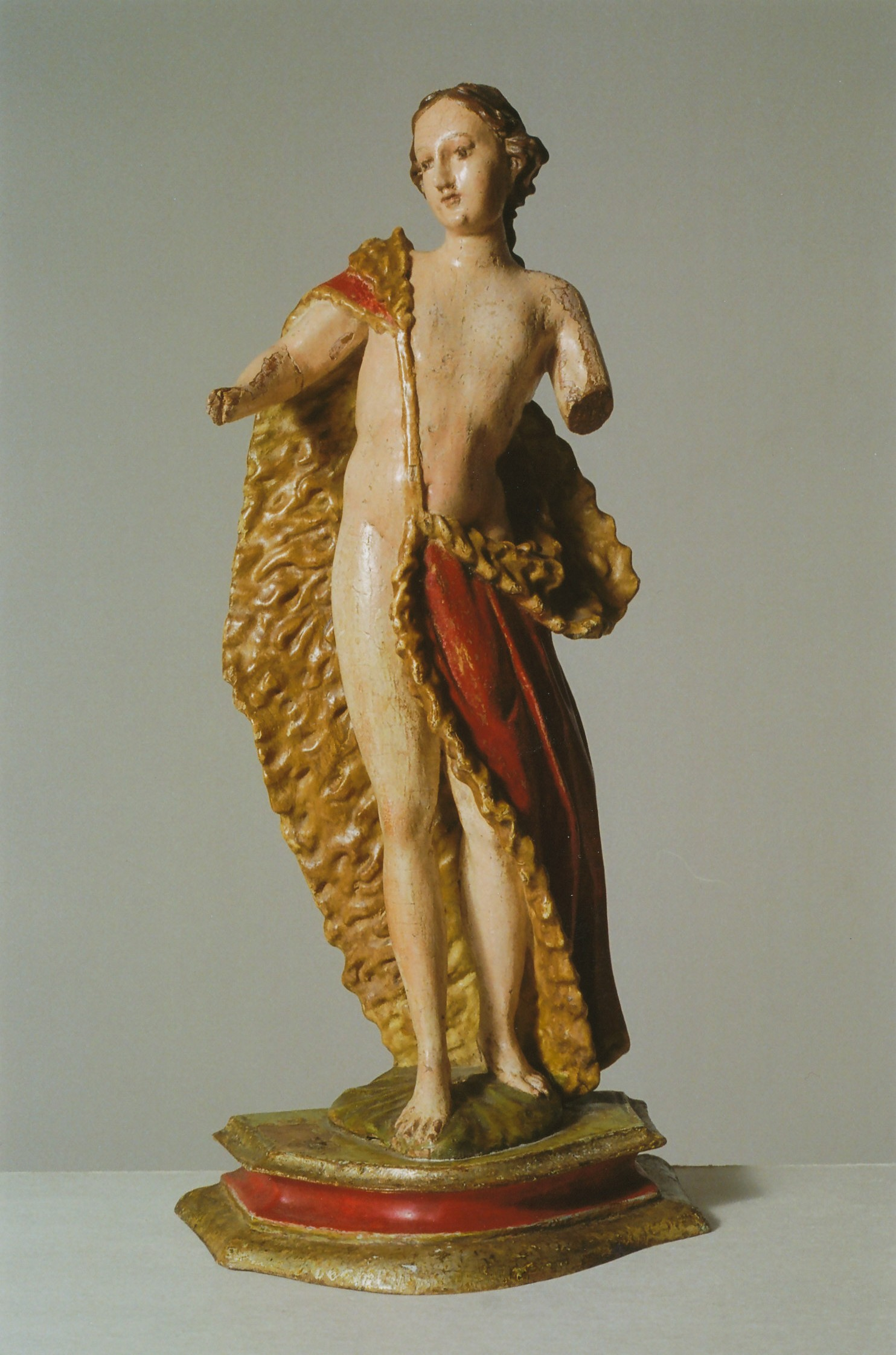
Heiligenbeeldje als figurine: Johannes de Doper in gepolychromeerd hout (18e eeuw)

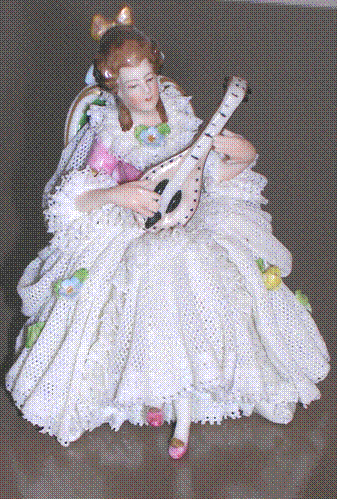
Porseleinen figurine uit Meissen

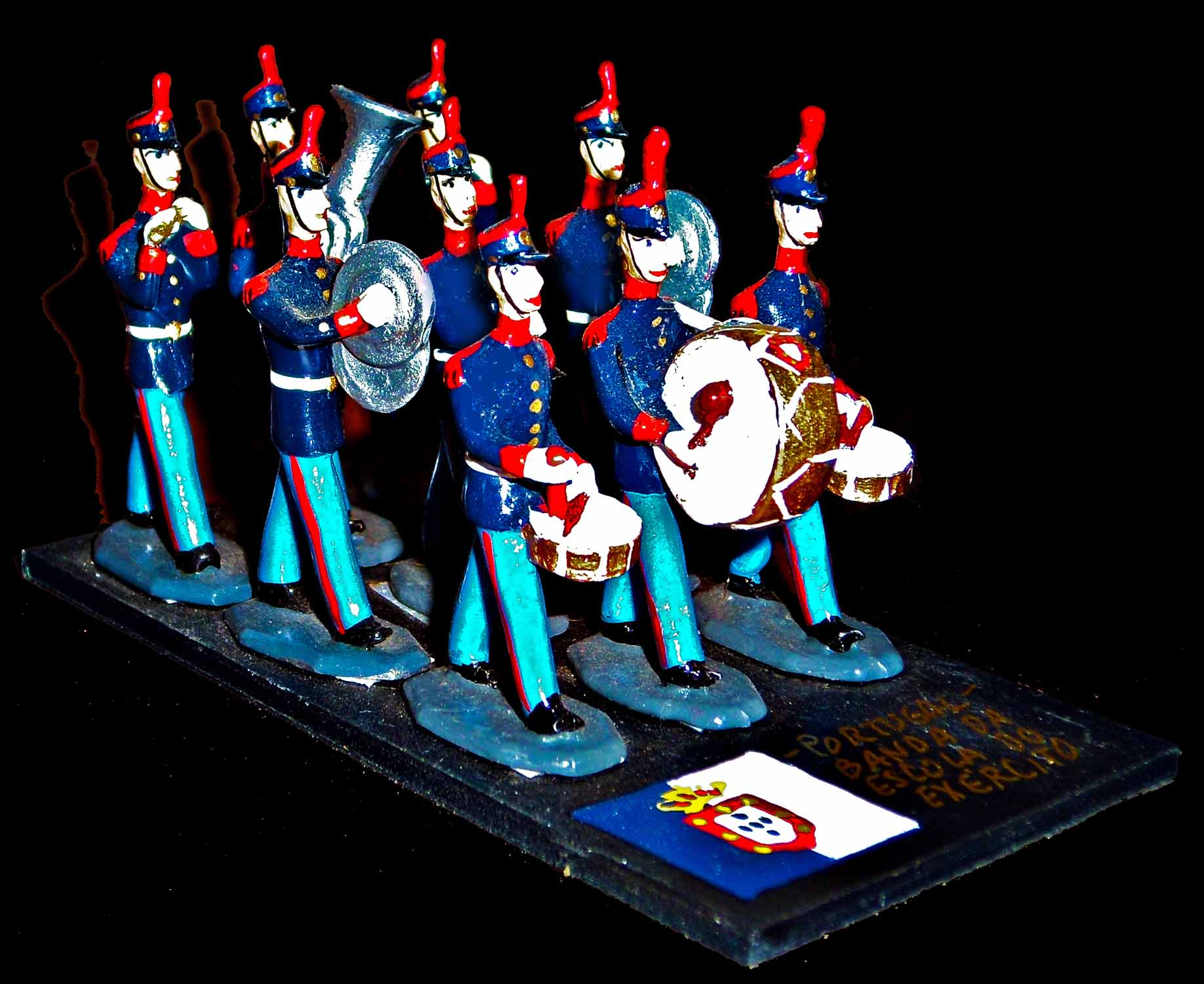
Tinnen soldaatjes

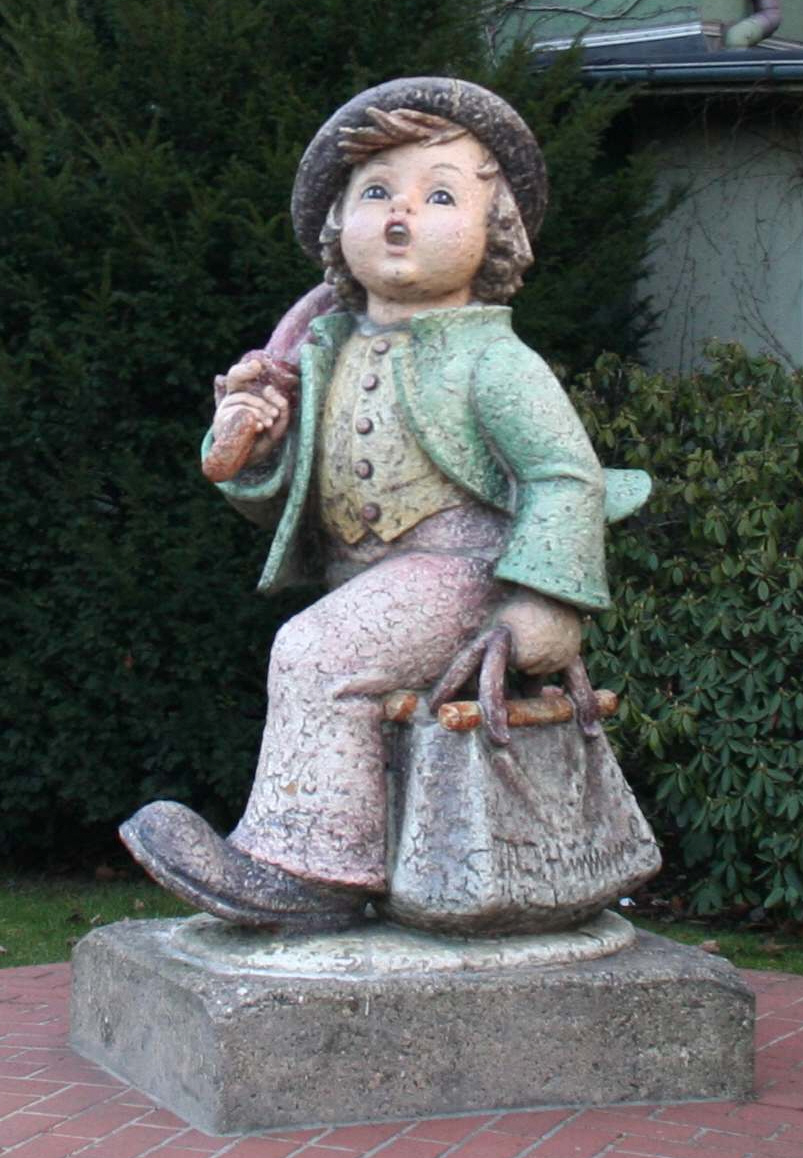
Hummeltje

Een figurine is een beeldje, gewoonlijk van een mens of mensachtig figuur.
Figurines zijn al bekend uit de prehistorie en zijn vervaardigd met uiteenlopende technieken en materialen.

## Oude vondsten
De honderdduizenden jaren oude Venus van Tan-Tan kan een figurine zijn, maar dit wordt betwist, de vorm kan grotendeels door natuurlijke processen ontstaan zijn.
Onbetwist zijn beeldjes uit het laatpaleolithicum, die gevonden zijn in Anatolië en Europa. Later, zo'n drieduizend tot tweeduizend jaar voor Christus, heeft de Indusbeschaving grote aantallen venusbeeldjes voortgebracht.
Veel van deze beeldjes waren vruchtbaarheidssymbolen. Bij andere is vaak niet te bewijzen hoe ze in hun culturen functioneerden, maar gaat men uit van een rituele betekenis.

## Middeleeuwen en moderne tijd
Modernere voorbeelden van figurines zijn de tinnen soldaatjes, waarmee men tevens complete veldslagen kon naspelen. Ook de zogeheten Hummeltjes, uit porselein vervaardigd, zijn bekende voorbeelden van figurines.
Ook schaakstukken werden vaak als figurine uitgevoerd. Beroemd zijn de Lewis-schaakstukken, verfijnd 12e-eeuws snijwerk uit walrusivoor.
Ook tegenwoordig vindt men veel mascottes, stripfiguren, souvenirs, spelfiguren en dergelijke, die als figurine in de handel worden gebracht.